# Savoy (Teksas)
Savoy – miasto w Stanach Zjednoczonych, w stanie Teksas, w hrabstwie Fannin.